# Saltabardisses de solell
La saltabardisses de solell (Pyronia cecilia) és una espècie de lepidòpter papilionoïdeu de la família dels nimfàlids (Nymphalidae) present als Països Catalans.

## Morfologia
De grandària relativament petita, té l'anvers de l'ala taronja amb amplis marges marrons on destaquen els ocels i revers críptic (les androcònies dels mascles són fàcilment visibles gràcies a una taca marró a l'anvers de les ales anteriors). Els imagos poden confondre's amb altres espècies ibèriques com la saltabardisses europea (Pyronia tithonus) o la saltabardisses cintada (Pyronia bathseba).

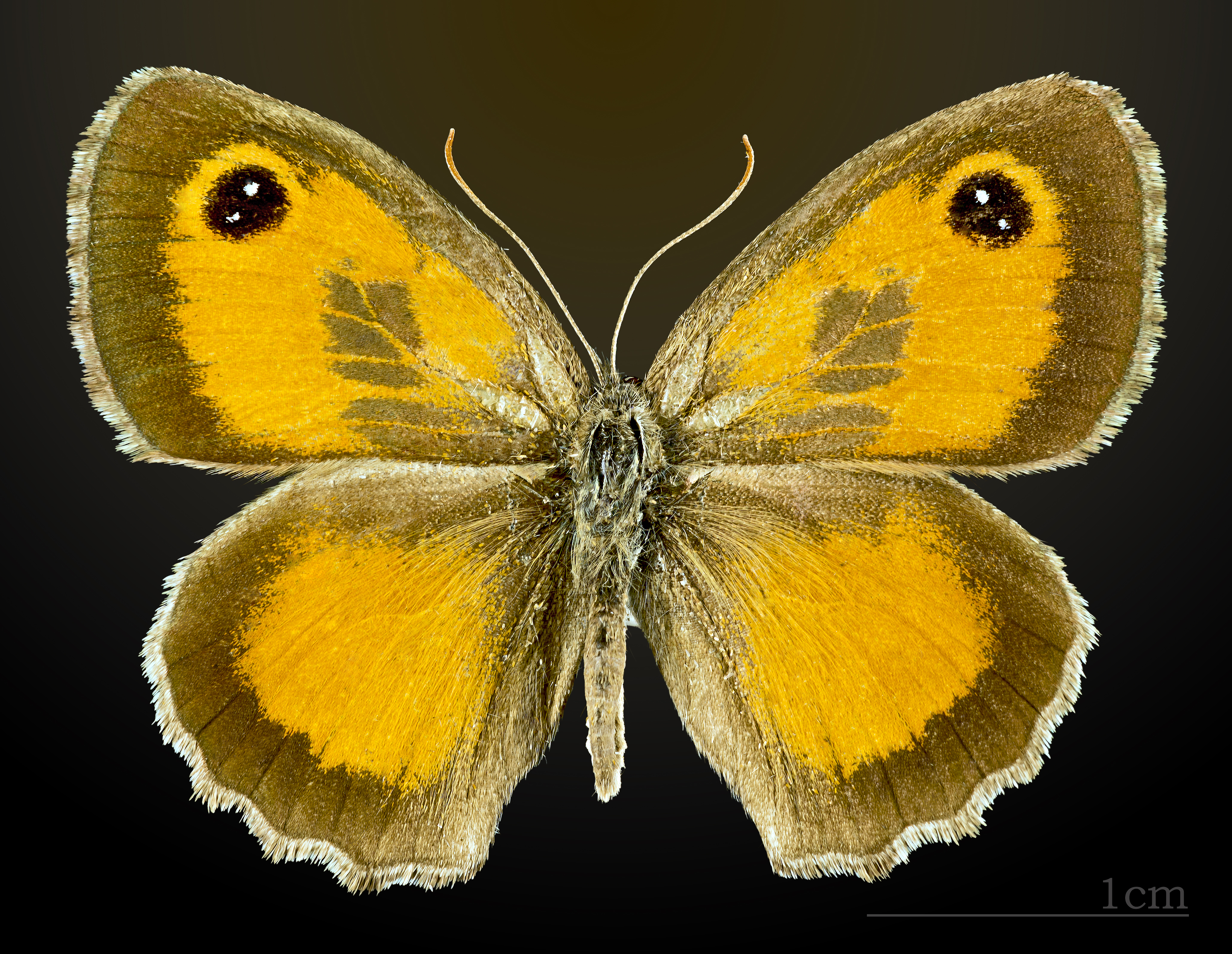
Saltabardisses de solell ♂
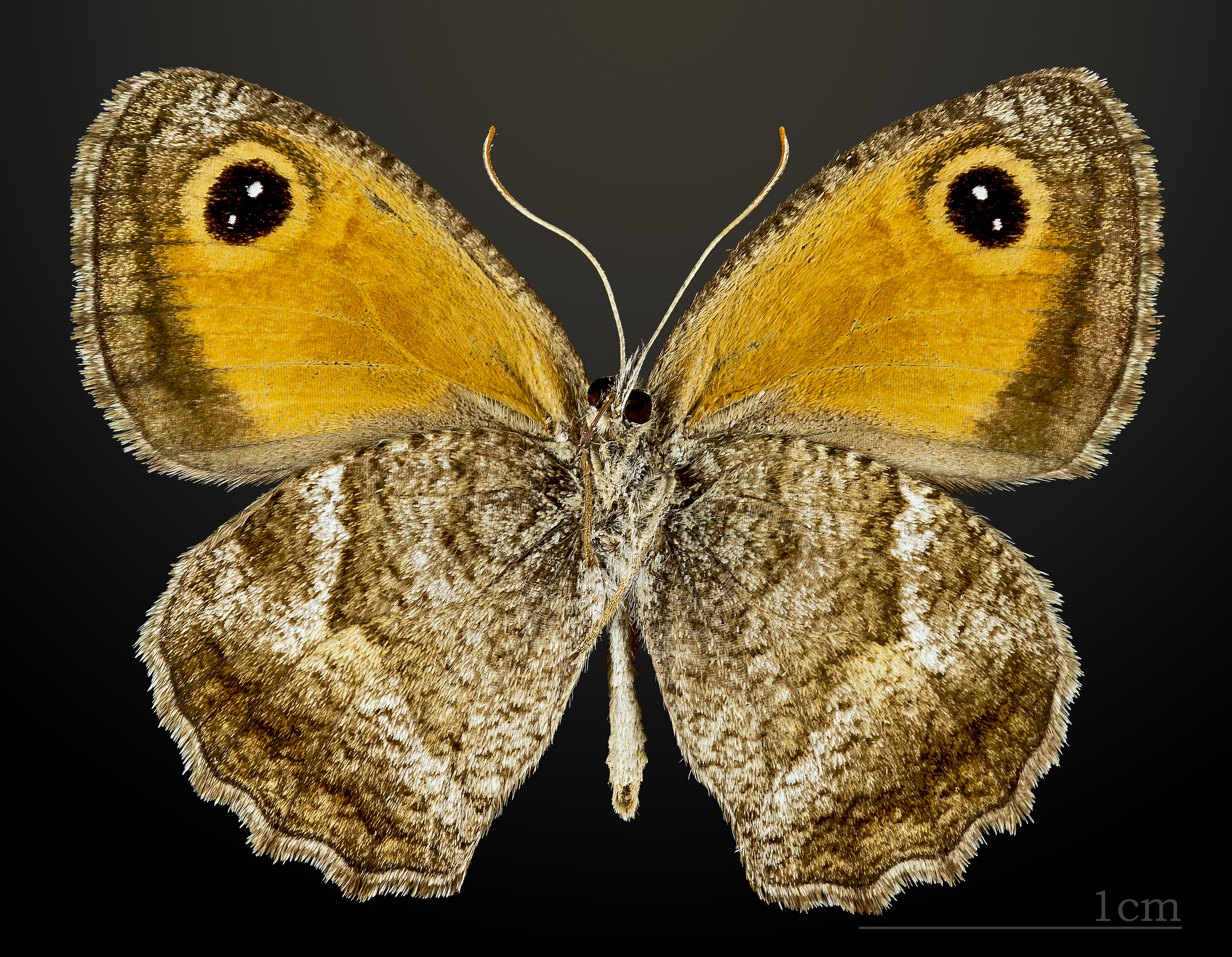
Saltabardisses de solell ♂ △
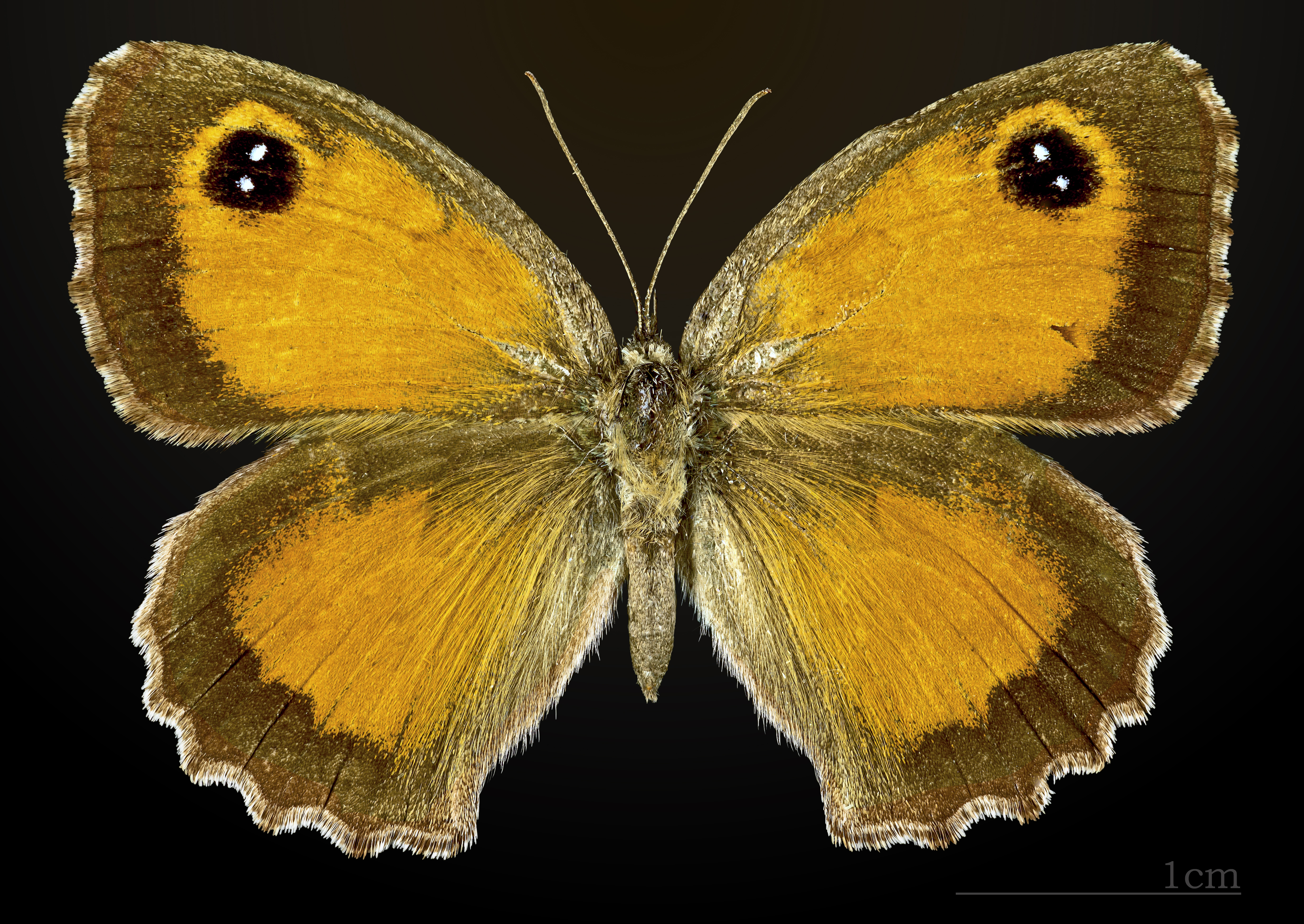
Saltabardisses de solell ♀
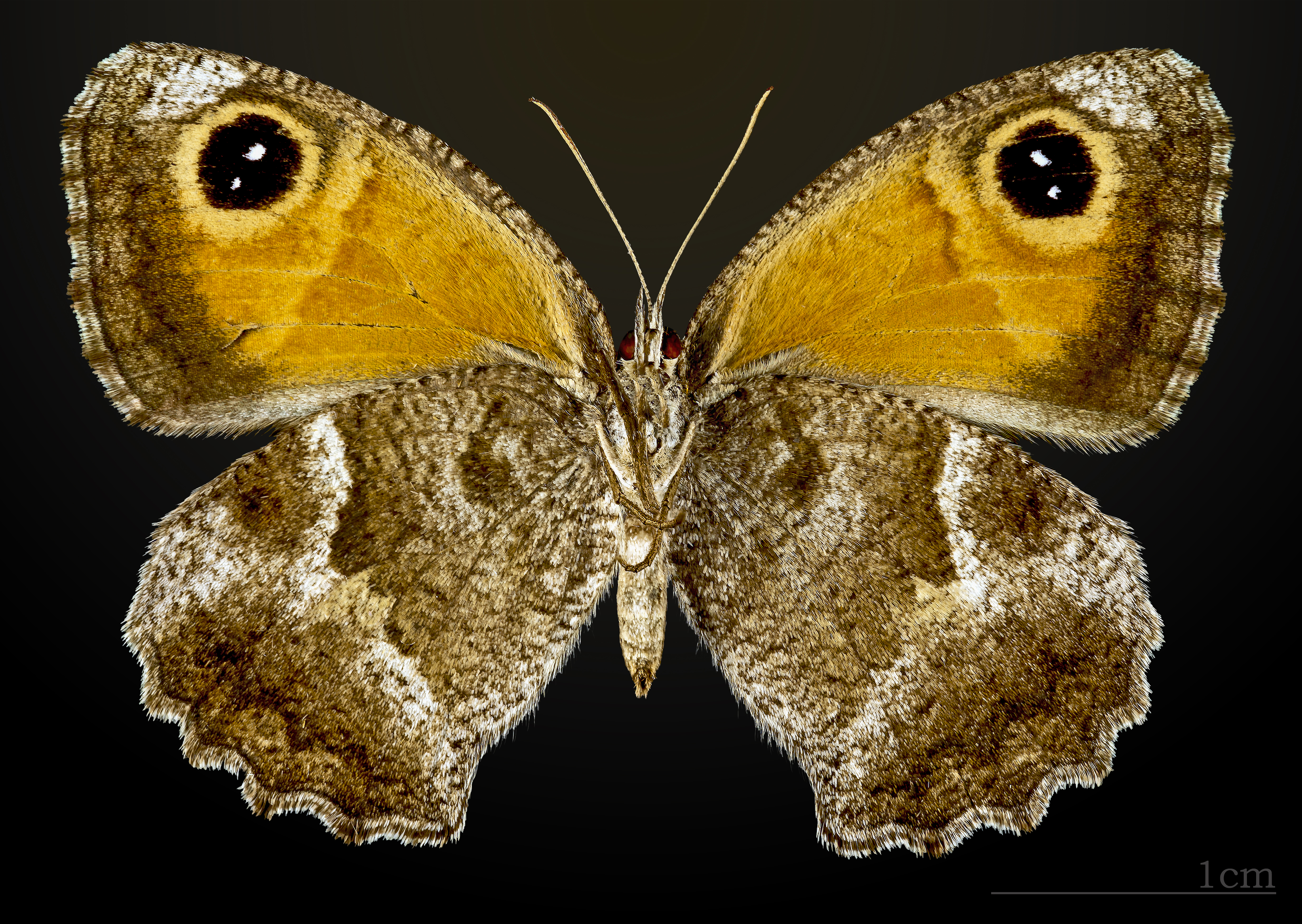
Saltabardisses de solell ♀ △

## Ecologia
Es distribueix pel Marroc, Algèria, Tunísia, Líbia, Espanya, Portugal, sud de França, Itàlia, sud-oest dels Balcans, oest de Grècia i nord-oest de Turquia. Vola en una generació entre juny i agost.
Habita en zones seques i càlides. L'eruga s'alimenta de diverses gramínies com Brachypodium, Aira, Poa, Deschampsia i Festuca.